# St. John's Cathedral, Limerick
St. John's Cathedral är en katolsk katedral i Limerick i Irland. Kyrkan har Irlands högsta tornspira och är med 94 meter den högsta byggnaden i Limerick.

## Kyrkobyggnaden
Kyrkan uppfördes åren 1856-1861 efter ritningar av arkitekten Philip Charles Hardwick och ersatte ett kapell från 1753. Tornspiran färdigställdes år 1883. Renoveringar genomfördes på 1950-talet då ett nytt koppartak lades på.